# Municipi de Kazlų Rūda
Kazlų Rūda (en lituà, Kazlų Rūda savivaldybe) és un dels 60 municipis de Lituània, situat dins el comtat de Marijampolė, i que forma part de la regió de Suvalkija. La capital del municipi és la ciutat homònima.

## Seniūnijos
- Antanavo seniūnija (Antanavas)
- Jankų seniūnija (Jankai)

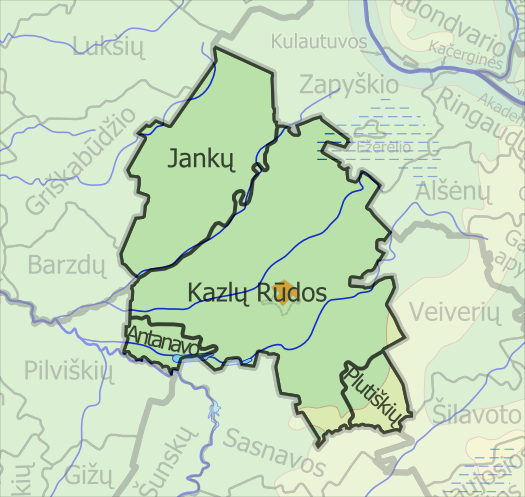
Seniūnijos del municipi de Kazlų Rūda

- Kazlų Rūdos seniūnija (Kazlų Rūda)
- Plutiškių seniūnija (Plutiškės)